# Ariadne enotrea
Ariadne enotrea es una especie de lepidóptero de la familia Nymphalidae, género Ariadne.

## Subespecies
- Ariadne enotrea enotrea
- Ariadne enotrea suffusa (Joicey & Talbot, 1921)
- Ariadne enotrea archeri (Carcasson, 1958)

## Localización
Esta especie y subespecies se localizan en Sierra Leona, Nigeria, Uganda, Zaire, Camerún, Kenia, Angola y Tanzania.